# Glenea kinabaluensis
Glenea kinabaluensis é uma espécie de escaravelho da família Cerambycidae. Foi descrito por Warren Samuel Fisher em 1935.  É conhecida a sua existência em Bornéo.